# Extrema stângă
Extrema stângă este denumirea dată mișcărilor politice radicale, care au caracter de stânga (punând accentul, așadar, pe egalitarism și idealurile de dreptate socială) și care folosesc mijloace violente (atentate, revoluții etc.) în vederea atingerii scopurilor lor politice. Eticheta nu se aplică acelor partide și mișcări politice care fac parte din cadrul legal constituit al scenei politice chiar dacă unele, sau majoritatea dezideratelor lor, corespund celor care pot fi clasificate „de stânga”. De aceea diferența de substanță dintre „stânga politică” și „extrema stângă” este dată strict de raportarea față de mijloacele violente, în afara legii, de îndeplinere a dezideratelor politice.

## În secolul XX
Filozoful și istoricul italian Norberto Bobbio (1909 – 2004) considera că la extrema stângă se află mișcările egalitare și autoritare care guvernează fără o legitimitate populară obținută formal, al căror exemplu istoric cel mai important este iacobinismul, devenit o categorie abstractă, folosită ca atare în definirea celor mai variate perioade și situații istorice.
La extrema stângă sunt încadrate, de obicei, comunismul bolșevic și anarhismul comunist. Modalitățile prin care bolșevicii au preluat puterea în Rusia, în 1917 (printr-o lovitură de stat), sau în „Ungaria sovietelor” a lui Bela Kun (prin subminarea continuă a guvernului social-democrat) sunt tipice pentru eludarea mandatului popular pe care, într-o democrație, poporul îl dă partidului sau partidelor care formează guvernul. În anii 1960-1970 s-au remarcat pe plan internațional diverse grupări extremiste de inspirație leninist-bolșevică precum Sendero Luminoso (Peru) sau Rote Armee Fraktion (Republica Federală Germania), care urmăreau să răstoarne ordinea de drept prin organizarea de atentate și formațiuni para-militare. Aceste grupări și formațiuni au fost, în general, demantelate de autorități în deceniile '80-'90, mai ales din cauza inapetenței populației față de idealurile sociale propuse. Mișcarea revoluționară a lui Fidel Castro poate fi, de asemenea, catalogată la stânga extremă, ca și mișcarea eșuată a lui Che Guevara prin care acesta a încercat să organizeze o serie de revoluții în America de Sud, pierzându-și viața, în cele din urmă, în confruntările cu armata boliviană.
În ceea ce privește anarhismul comunist, epoca „de glorie” a acestuia a fost la începutul secolului XX, când grupările anarhiste s-au remarcat printr-o serie de atentate care aveau ca scop provocarea de dezordini sociale și crearea condițiilor favorabile unei revoluții. Cel mai celebru atentat realizat de anarho-comuniști rămâne, fără îndoială, cel de la Sarajevo din 1914, care a provocat moartea lui Franz Ferdinand și a condus nemijlocit la Primul Război Mondial. Anarho-comuniștii au jucat un rol marginal și în războiul civil rus din perioada 1917-1921 (armata insurecționară a anarho-comunistului Nestor Mahno opunându-se Armatei Roșii, dar și albilor, în Ucraina) și în războiul civil din Spania (1936-1939).

## Comunism și extremism în secolul XXI
Există și astăzi partide care se autonumesc „comuniste”, dar au renunțat în cea mai mare parte la filonul ideologic bolșevic și la apărarea (sau justificarea) modalităților violente de preluare a puterii și își desfășoară activitatea numai în cadru constituțional. Partidele comuniste participă la viața parlamentară din Portugalia (Partidul Comunist Portughez), Franța (PC Francez), Spania (Stânga Unită), Cipru (AKEL), Cehia (Partidul Comunist Ceh), Germania (Die Linke), Grecia (PC Grec), Moldova (Partidul Comuniștilor), Rusia (Partidul Comunist) etc. unele dintre ele fiind implicate chiar și în guvernarea țărilor lor, la nivel național (AKEL) sau la nivel local (Die Linke, PC Ceh, PC din Rusia). 
Există însă și țări europene în care ideologia comunistă continuă să fie identificată cu bolșevismul și unde partidele comuniste sunt scoase în afara legii ca fiind antinaționale, cum ar fi Ucraina (care a interzis, în 2015, activitatea Partidului Comunist din Ucraina, acuzându-l de sprijinirea agresiunii Rusiei, în Crimeea și în estul țării, deși conducerea PC din Ucraina a negat acest lucru) sau Letonia, unde comunismul este identificat cu ideologia ocupanților sovietici din perioada 1940-1990.

## Recomandările Comisiei de la Veneția în privința interzicerii partidelor și organizațiilor extremiste
Conform recomandărilor Comisiei de la Veneția nici un partid politic nu trebuie dizolvat dacă nu există dovezi clare că partidul respectiv promovează violența ca mijloc de obținere a puterii politice. Dacă un partid dorește schimbarea ordinii constituționale numai prin mijloace pașnice (propagandă electorală, alegeri libere și corecte etc.), atunci nu sunt recomandate nici un fel de acțiuni represive ale autorităților. De aceea, nici un fel de persecutare apriori a unui partid comunist, doar fiindcă se numește „comunist” sau promovează ideile comuniste, nu este acceptabilă din perspectiva dreptului internațional. 